# Hlîneanîi, Teceu
Hlîneanîi (în ucraineană Глиняний) este un sat în comuna Bedeu din raionul Teceu, regiunea Transcarpatia, Ucraina.

## Demografie
Componența lingvistică a localității Hlîneanîi
     Ucraineană (97,67%)
     Rusă (1,99%)
     Alte limbi (0,33%)
Conform recensământului din 2001, majoritatea populației localității Hlîneanîi era vorbitoare de ucraineană (97,67%), existând în minoritate și vorbitori de rusă (1,99%).